# Joan Walsh Anglund
Joan Walsh Anglund, född 3 januari 1926, död 9 mars 2021, var en amerikansk författare och illustratör.
Joan Walsh Anglund blev främst känd för sina underfundiga illustrationer till egna texter.